# Franco Trincavelli
Franco Trincavelli (født 7. juni 1935, død 10. juni 1983) var en italiensk roer og olympisk guldvinder.
Trincavelli stillede op i firer med styrmand sammen med Alberto Winkler, Angelo Vanzin, Romano Sgheiz og styrmand Ivo Stefanoni ved OL 1956 i Melbourne. Italienerne vandt både deres indledende heat og semifinale sikkert, og i finalen førte italienerne hele vejen og sejrede med tre sekunder foran Sverige, mens Finland sikrede sig bronze.
Fire år senere, ved OL 1960 på hjemmebane i Rom, deltog han i samme disciplin, denne gang som makker til Sgheiz, Stefanoni, Fulvio Balatti og Giovanni Zucchi. Italienerne vandt deres indledende heat i olympisk rekordtid, som dog blev forbedret af tyskerne i næste heat. Italienerne og tyskerne vandt derpå hver deres semifinale, og i finalen var tyskerne bedst og sikrede sig guldet, mens Frankrig vandt sølv og italienerne bronze.
Trincavelli vandt desuden en EM-guldmedalje i otter ved EM 1957 i Duisburg.

## OL-medaljer
- 1956:  Guld i firer med styrmand
- 1960:  Bronze i firer med styrmand